# 오 슈퍼 점프
《오 슈퍼 점프》(オースーパージャンプ Oh SUPER JUMP[*])는 슈에이샤가 발행했던 만화 잡지이다.

## 개요
1996년 3월 창간. 슈퍼 점프의 증간호로 초기에는 월 1회(매월 셋째 주 수요일) 발행했지만 2004년에 리뉴얼한 이후에는 격월 발행하다 2010년 8월에 휴간. 이후 동년 12월에 단발의 증간호가 발간.

## 같이 보기
- 슈퍼 점프
- 비즈니스 점프